# Groote Polder (Oude Pekela)
De Groote Polder is een voormalig waterschap in de provincie Groningen.
Het waterschap besloeg het onbemalen gebied van de voormalige gemeente Oude Pekela. Het schap werd opgericht door A. van Calcar en R.E. Hilbrandie onder de naam Van Calcar-Hilbrandiepolder om ƒ 30.000 bijeen te krijgen om het Pekelderhoofddiep te verbeteren. In 1863 kreeg het de naam Groote Polder. In 1888 was dat doel bereikt, ook omdat er belasting was geheven op in de gemeente gebouwde zeeschepen. Het waterschap kreeg daarna als voornaamste taak de schouw over de sloten. In 1957 werd deze taak formeel overgenomen door Pekel A. Het gebied wordt sinds 2000 beheerd door het waterschap Hunze en Aa's.